# 封开酒饼簕
封开酒饼簕（学名：Atalantia fongkaica）为芸香科酒饼簕属下的一个种。

## 扩展阅读
- 維基物種上的相關：封开酒饼簕